# Faridunowka
Faridunowka (ros. Фаридуновка, baszk. Фәриҙун) – wieś (ros. деревня, trb. dieriewnia) w Baszkirii w rejonie dawlekanowskim. 1 stycznia 2009 roku wieś zamieszkiwało 127 osób, z których 81% stanowili Baszkirzy.